# Amphoe Ban Dung
Amphoe Ban Dung (Thai: อำเภอ บ้านดุง, Aussprache: [ʔāmpʰɤ̄ː bâːn dung]) ist ein Landkreis (Amphoe – Verwaltungs-Distrikt) im Nordosten der Provinz Udon Thani. Die Provinz Udon Thani liegt im nordwestlichen Teil des Isan, der Nordostregion von Thailand.

## Geographie
Benachbarte Bezirke (von Süden im Uhrzeigersinn): die Amphoe Thung Fon, Phibun Rak, Phen und Sang Khom in der Provinz Udon Thani, die Amphoe Phon Phisai und Fao Rai der Provinz Nong Khai, sowie die Amphoe Ban Muang, Charoen Sin und Sawang Daen Din der Provinz Sakon Nakhon.
Der größte Fluss des Landkreises ist der Maenam Songkhram (Songkhram-Fluss), der gleichzeitig die östliche Grenze bildet.

## Geschichte
Ban Dung wurde am 16. Mai 1959 zunächst als Kleinbezirk (King Amphoe) gebildet, indem drei Tambon vom Amphoe Nong Han abgetrennt wurden. 
Am 16. Juli 1963 wurde er zum Amphoe heraufgestuft.

## Sehenswürdigkeiten
- Wat Kham Chanot (วัดคำชะโนด) – ein buddhistischer Tempel (Wat) an einem See im Wang-Nakhin-Gebiet, wo eine mythische Nagaschlange leben soll.

## Verwaltung

### Provinzverwaltung
Amphoe Ban Dung ist in 13 Gemeinden (Tambon) eingeteilt, welche wiederum in 140 Dörfer (Muban) unterteilt sind. 
| Nr. | Name        | Thai    | Dörfer | Einw.  |
| --- | ----------- | ------- | ------ | ------ |
| 1.  | Si Suttho   | ศรีสุทโธ  | 12     | 14.547 |
| 2.  | Ban Dung    | บ้านดุง   | 18     | 13.690 |
| 3.  | Dong Yen    | ดงเย็น   | 08     | 06.716 |
| 4.  | Phon Sung   | โพนสูง   | 17     | 11.080 |
| 5.  | Om Ko       | อ้อมกอ   | 10     | 08.518 |
| 6.  | Ban Chan    | บ้านจันทน์ | 18     | 14.246 |
| 7.  | Ban Chai    | บ้านชัย   | 09     | 08.539 |
| 8.  | Na Mai      | นาไหม   | 13     | 10.140 |
| 9.  | Thon Na Lap | ถ่อนนาลับ | 08     | 05.208 |
| 10. | Wang Thong  | วังทอง   | 09     | 06.234 |
| 11. | Ban Muang   | บ้านม่วง  | 14     | 08.542 |
| 12. | Ban Tat     | บ้านตาด  | 10     | 06.970 |
| 13. | Na Kham     | นาคำ    | 13     | 09.769 |

### Lokalverwaltung
Es gibt eine Stadt (Thesaban Mueang) im Landkreis:
- Ban Dung (เทศบาลเมืองบ้านดุง), bestehend aus Teilen des Tambon Ban Dung und dem gesamten Tambon Si Suttho.

Außerdem gibt es zwölf „Tambon Administrative Organizations“ (TAO, องค์การบริหารส่วนตำบล – Verwaltungs-Organisationen) für die Tambon im Landkreis, die zu keiner Stadt gehören.